# Heddaravalli, Belur
Heddaravalli là một làng thuộc tehsil Belur, huyện Hassan, bang Karnataka, Ấn Độ.